# À bientôt, j'espère
À bientôt, j'espère és un documental dirigit per Chris Marker i Mario Marret, estrenat el 1968.

## Argument

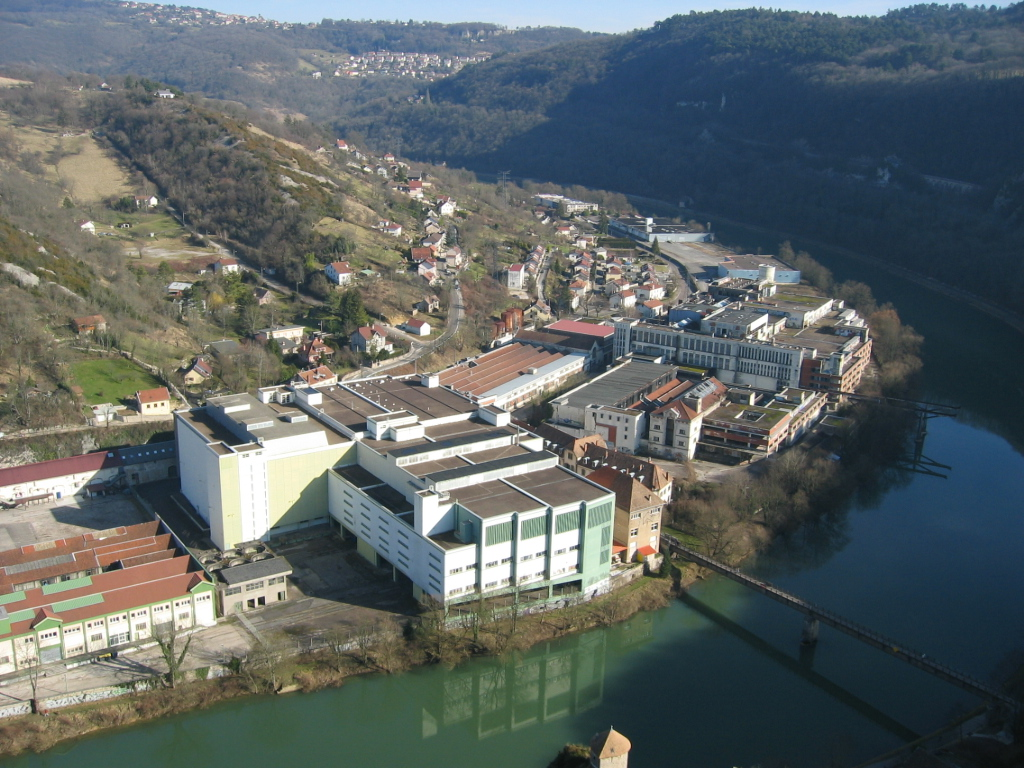
L'antiga fàbrica Rhodiaceta de Besançon.

La pel·lícula relata la vaga a la fàbrica de teixits Rhodiaceta de Besançon, el 1967, a través dels testimonis dels obrers sobre les seves condicions de treball i motivacions.
Aquesta vaga té un aspecte particular de part l'assimilació del pla cultural pel pla social: les reivindicacions no giren més només al voltant de l'empresa (salaris o seguretat de la feina), sinó també sobre l'estil de vida que la societat imposava a la classe obrera. Els obrers vaguistes que ocupen la fàbrica tenen als seus disposició del material per filmar els esdeveniments, gràcies a Chris Marker, Jean-Luc Godard i Bruno Muel.